# El Hadji Malick Diouf
El Hadji Malick Diouf (Ziguinchor, 28 dicembre 2004) è un calciatore senegalese, difensore o centrocampista del West Ham Utd e della nazionale senegalese.

## Carriera

### Club
Diouf è cresciuto nella Academie Mawade Wade in Senegal. Il 21 febbraio 2023 ha firmato un contratto con il Tromsø (club della prima divisione norvegese) ed il 12 marzo seguente ha debuttato in prima squadra nell'incontro di Coppa di Norvegia vinto ai rigori contro lo Start. Ha segnato il suo primo gol il 16 luglio seguente nell'incontro di campionato perso 2-1 contro il Rosenborg.
L'11 gennaio 2024 è passato a titolo definitivo allo Slavia Praga, club della prima divisione ceca.
Il 15 luglio 2025 passa al West Ham Utd, In Premier League, per circa 19 milioni di euro.

### Nazionale
Ha debuttato con la nazionale senegalese il 9 settembre 2024 nell'incontro di qualificazione per la Coppa d'Africa 2025 vinto 1-0 contro il Burundi.

## Statistiche

### Presenze e reti nei club
Statistiche aggiornate al 30 giugno 2025.
| Stagione        | Squadra         | Campionato      | Campionato | Campionato | Coppe nazionali | Coppe nazionali | Coppe nazionali | Coppe continentali | Coppe continentali | Coppe continentali | Altre coppe | Altre coppe | Altre coppe | Totale | Totale | Totale |
| Stagione        | Squadra         | Comp            | Pres       | Reti       | Comp            | Pres            | Reti            | Comp               | Pres               | Reti               | Comp        | Pres        | Reti        | Pres   | Reti   |        |
| --------------- | --------------- | --------------- | ---------- | ---------- | --------------- | --------------- | --------------- | ------------------ | ------------------ | ------------------ | ----------- | ----------- | ----------- | ------ | ------ | ------ |
| 2023            | Tromsø          | ES              | 15         | 2          | CN              | 6               | 0               | -                  | -                  | -                  | -           | -           | -           | 21     | 2      |        |
| gen.-giu. 2024  | Slavia Praga    | 1L              | 7          | 1          | CRC             | 1               | 1               | UEL                | 1                  | 0                  | -           | -           | -           | 9      | 2      |        |
| 2024-2025       | Slavia Praga    | 1L              | 27         | 7          | CRC             | 2               | 0               | UCL+UEL            | 4+8                | 0                  | -           | -           | -           | 41     | 7      |        |
| Totale carriera | Totale carriera | Totale carriera | 49         | 10         |                 | 3               | 1               |                    | 14                 | 0                  |             | -           | -           | 66     | 11     |        |

### Cronologia presenze e reti in nazionale
| Cronologia completa delle presenze e delle reti in nazionale ― Senegal | Cronologia completa delle presenze e delle reti in nazionale ― Senegal | Cronologia completa delle presenze e delle reti in nazionale ― Senegal | Cronologia completa delle presenze e delle reti in nazionale ― Senegal | Cronologia completa delle presenze e delle reti in nazionale ― Senegal | Cronologia completa delle presenze e delle reti in nazionale ― Senegal | Cronologia completa delle presenze e delle reti in nazionale ― Senegal | Cronologia completa delle presenze e delle reti in nazionale ― Senegal |
| Data                                                                   | Città                                                                  | In casa                                                                | Risultato                                                              | Ospiti                                                                 | Competizione                                                           | Reti                                                                   | Note                                                                   |
| ---------------------------------------------------------------------- | ---------------------------------------------------------------------- | ---------------------------------------------------------------------- | ---------------------------------------------------------------------- | ---------------------------------------------------------------------- | ---------------------------------------------------------------------- | ---------------------------------------------------------------------- | ---------------------------------------------------------------------- |
| 9-9-2024                                                               | Bujumbura                                                              | Burundi                                                                | 0 – 1                                                                  | Senegal                                                                | Qual. Coppa d'Africa 2025                                              | -                                                                      | 90+2’ 90+6’                                                            |
| 15-10-2024                                                             | Lilongwe                                                               | Malawi                                                                 | 0 – 1                                                                  | Senegal                                                                | Qual. Coppa d'Africa 2025                                              | -                                                                      |                                                                        |
| 14-11-2024                                                             | Bamako                                                                 | Burkina Faso                                                           | 0 – 1                                                                  | Senegal                                                                | Qual. Coppa d'Africa 2025                                              | -                                                                      |                                                                        |
| 19-11-2024                                                             | Dakar                                                                  | Senegal                                                                | 2 – 0                                                                  | Burundi                                                                | Qual. Coppa d'Africa 2025                                              | -                                                                      | 75’                                                                    |
| 6-6-2025                                                               | Dublino                                                                | Irlanda                                                                | 1 – 1                                                                  | Senegal                                                                | Amichevole                                                             | -                                                                      | 85’                                                                    |
| 10-6-2025                                                              | West Bridgford                                                         | Inghilterra                                                            | 1 – 3                                                                  | Senegal                                                                | Amichevole                                                             | -                                                                      |                                                                        |
| Totale                                                                 |                                                                        | Presenze                                                               | 6                                                                      |                                                                        | Reti                                                                   | 0                                                                      |                                                                        |

## Palmarès

### Club

#### Competizioni nazionali
- Campionato ceco: 1

Slavia Praga: 2024-2025